# まもウィリアムズ
まもウィリアムズ（7月5日 - ）は、日本の漫画家、イラストレーター。広島県在住。

## 来歴
イカロス出版の刊行する本などにイラストレーターとして活動する傍ら、一迅社刊行の4コマ漫画雑誌『まんが4コマKINGSぱれっとLite』にて初の連載作品となる「みりたり！」をVOL.1～VOL.38（最終号）まで連載した後、掲載誌を『まんが4コマぱれっと』に移して2011年5月号から2013年7月号まで連載。その後、本作品のテレビアニメ化と連動し2014年4月号から続編である『みりたり！ 乙型』（みりたり おつがた）が連載開始となっている。

## 作品
- みりたり!シリーズ（まんがぱれっとLite→まんが4コマぱれっと 連載）
- おちこぼれ騎士団はスケベスキルで成り上がります（『ゴブリンにエロいことされちゃうアンソロジーコミック』シリーズなどで『聖騎士団の3人』として不定期掲載）